# Pfarrarchiv
Ein Pfarrarchiv ist die Sammlung des im jeweiligen Pfarramt entstandenen Archivguts.
Jede Pfarrei verfügt über ein eigenes Pfarrarchiv. Das Kirchenbuch ist dabei ein wichtiger Bestandteil. Es gibt zudem eine Vielzahl von anderen historisch Dokumenten in den jeweiligen Pfarrarchiven, die über das Leben in der Pfarrei Auskunft geben. Dazu gehören Dokumente, Bilder, Urkunden, und Kalender. Bestandteile der Pfarrarchive sind alle aus der pfarrlichen Verwaltung und Betätigung entstandenen Unterlagen, die nicht mehr für die laufenden Geschäfte benötigt werden. Dazu gehören allgemeine Kirchenangelegenheiten, Kirchenjahresberichte, Pfarrbeschreibung, Pfarrchronik, Kirchenvorstandssitzungen und deren Protokolle, Gottesdienstordnungen, kirchliche Vereine innerhalb der Pfarrgemeinde wie Kirchenchöre, Besetzung der Pfarrstelle und niedere Kirchendiener wie Mesner und Organisten, Pfarrpfründe und Besoldung, Stiftungen, Kirchenvermögen und Kirchenverwaltung, Bauwesen und Renovierungen von Kirche, Pfarrhaus, pfarrkirchlicher Schule oder Kindergarten und sonstigen Stiftungsgebäuden. Für jedes Pfarrarchiv ist in einem Repertorium die Übersicht über alle vorhandenen Archivalien eines Archivs als schriftliches Verzeichnis zusammengefasst.  